# 신짱구
신짱구는 《짱구는 못말려》에 나오는 주인공이다. 5살 유치원생으로, 동생 신짱아와 4살 차이가 난다. 삭발에 가까운 헤어스타일이 특징이며 눈썹은 비교적 두껍다. 생일은 5월 5일이며, 혈액형은 B형 MBTI는 ENTP이다. 일본 현지에서의 명칭은 노하라 신노스케이다.
현재 떡잎마을 방범대의 일원이자 리더이다. 일본어 원어판에서 1인칭은 오라(オラ)이다. 한국어판 이름은 신짱구,  북미판 이름은 신 노하라(Shin Nohara)나 크레용 신짱(Crayon Shin chan)으로 불린다. 성우는 일본어 원어판의 경우 코바야시 유미코 한국어 더빙판의 경우 박영남, 이영주, 정선혜이다.

## 성격
엉뚱하고 우이독경하고  언제 어디서 나타날지 모르는 신출귀몰한 답이 없는 유치원생, 4차원 소년으로 변태끼도 있는 아이다. 사람들이 이해하기 어려운 것도 만들 정도로 4차원! 나쁜 일진과 나쁜 양아치와 나쁜 사람을 혼내주는 착한 아이다. 동물들한테 인기가 많다. 재주가 매우 많아 운동 실력이 보통이 아니다. 성인도 따라하기 어려운 동작을 해내는 비범함도 보이는데, 담을 넘거나 전봇대를 오르는 등 성룡, 이연걸같은 내공있는 무술인이 가능한 일을 해내기도 한다.

### 인간관계

#### 맹구
워낙 성격이 맹하고 짱구의 엉뚱한 놀이에도 말없이 따라주는지라 짱구의 장난을 잘 이해해 주고 짱구 역시 맹구의 취미에도 잘 어울려주는 편이고 같이 잘 붙어다닌다. 서로간의 스타일과 성격은 제일 잘 맞는다. 그래서 그런지 미래의 시점인 18기 극장판에서도 다른 3명과는 교류가 없었던걸로 보이지만 짱구와 맹구는 서로 지속적으로 계속 교류를 한걸로 보인다. 짱구도 맹구한테는 웬만하면 장난과 실례될 행동을 삼간다. 3명의 친구중에서 친하고 교류도 있다.

#### 김철수
같은 유치원에 다니는 철수와는 때로는 틀어지거나 소통의 문제 등으로 비뚤어지기도 하고 틈만 나면 짱구가 철수의 귀에 바람을 불어서 철수가 화낸다. 틈만 나면 철수를 괴롭히기도 하지만 그래도 명색이 친구지간이라 자세히 보면 사이가 좋은 편이다. 떡잎마을 방범대의 멤버들 중에서도 철수는 더욱 특별한 사이다..

#### 이훈이
같은 유치원에 다녀서 사이가 좋은 편. 하지만 짱구 본인은 훈이를 놀려대는 듯한 태도를 보이기도 하지만 그래도 명색이 친구라 미워할 수 없는 편이다. 잘 부각되지는 않지만, 5인방(짱구, 철수, 훈이, 맹구, 유리)이 전부 모여지지 않는 에피소드에서는 짱구와 둘이 노는 경우가 다른 친구들에 비해서 많은 편이다. 둘 다 가정 형편이 비슷한 서민이기 때문인 것으로 추정된다. 훈이가 겁이 많아서 그런지 짱구가 그를 놀래킬 때마다 그는 울음을 터트린다.
노는 취향이 비슷한 맹구처럼, 짱구 못지 않게 순수한 감성을 가지고 있어 죽이 잘 맞기도 한다. 겨울에 동네 길바닥의 얼음을 깨고 다니며 쾌감을 느끼거나, 초코비 공장을 견학갔을 때 찰리와 초콜릿 공장 마냥 과자로 된 공장을 상상하는 등. 그리고 짱구는 자신을 과자에 팔았던 훈이를 미워하기는 커녕, 만났을 때 무척이나 즐거운 태도를 보였다. 아마도 짱구는 배신감 회복력이 강한 것 같다.

### 한유리
떡잎마을 방범대의 유일한 여자 멤버이다.
매일같이 자신이 짜온 '리얼 소꿉놀이' 대본을 가지고 와 아이들에게 공포심을 심어준다.
시즌 초반엔 여리고 순수한 캐릭터로 등장했지만 언제부터인가 흑화하여 아이들 사이에선 조금 무섭고 이기지 못 할 성격으로 변했다.
방범대 대원들과 같이 다니며 보이는 사람들을 이어주는 큐피트의 역할을 종종 한다.
짱구에게 조금 관심이 있는 것으로 보인다. (라이벌 한수지) 또한 큰 토끼 인형을 들고 다니면서 화가 날 때마다 때린다.

### 성격파트너
맹구, 이훈이 

### 좋아하는 것
엉덩이 춤 추기, 엉덩이 외계인, 초코비, 예쁜 누나에게 뽀뽀 받는 것, 엄마를 놀리는 것, 예쁜 누나들, 유이슬, 건담로봇, 액션가면, 부리부리 용사(부리부리자에몽), 맹구, 훈이, 김철수, 특히 김철수의 귀에 바람불기 

### 싫어하는 것
피망, 양파, 당근, 봉미선(일본명: 노하라 미사에), 너무 자극적인 음식, 게이, 사주라(일본명: 우리마 쿠리요), 유이슬(일본명: 오오하라 나나코) 누나가 다른 남자에게 있는 것, 엄마의 뽀뽀, 엄마가 흰둥이 산책 시키라 하는 것, 짱아가 자기가 잘못을 하고 자는 척하며 자신에게 덮어 씌우는 것, 짱아가 몰래 간식을 먹거나 자신의 장난감을 만지는 것, 짱아랑 엄마가 tv채널 바꾸는 것, 박광자(일본명: 칸다도 시노부) 누나가 스킨십 하고 껴안아주거나 뽀뽀 하는 것, 일요일이 되어도 영식이 놀아 주지 않는 것, 리얼 소꿉놀이, 외출하고 나서 씻는 것, 엄마가 자신의 엉덩이를 때리는 것 

## 기타
연재 초창기의 짱구는 버릇없고 건방진 성격이었으나 시간이 지남에 따라 현재는 성격이 많이 부드러워진 편이다. 똑같은 옷이 여러 벌이다. 사이타마 붉은 전갈대를 여고생 코미디언 3총사로 알고 있는 모양이다. 일본어 원어판에서 1인칭인 오라(オラ)는 자신의 할아버지인 신돌식에서 보고 배운 듯하다.
원더풀 프리큐어!에서도 등장하는데, 프리큐어로 변신하여 이누카이 이로하와 협력한다.
테일즈런너와 콜라보도 했다. 다만 일시 콜라보다.
삼양의 동명의 과자와도 콜라보했다.

## 가족

### 짱구 족보
다음은 짱구네를 중심으로 한 가계도다.
|                   |                   |                       |                       |                       |                       |                       |                       |                     |                     |                     |                     |                     |                     |                     |                     |                     |                     |                     |                     |                 |                 |            |            |  |  |                       |                       |                          |                          |                          |                          |                          |                          |  |  |                    |                    |                     |                     |                     |                     |                     |                     |  |  |
|                   |                   | 외할아버지 봉선달(63) | 외할아버지 봉선달(63) | 외할아버지 봉선달(63) | 외할아버지 봉선달(63) | 외할아버지 봉선달(63) | 외할아버지 봉선달(63) |                     |                     |                     |                     |                     |                     | 외할머니 이영선(58) | 외할머니 이영선(58) | 외할머니 이영선(58) | 외할머니 이영선(58) | 외할머니 이영선(58) | 외할머니 이영선(58) |                 |                 |            |            |  |  | 친할아버지 신돌식(65) | 친할아버지 신돌식(65) | 친할아버지 신돌식(65)    | 친할아버지 신돌식(65)    | 친할아버지 신돌식(65)    | 친할아버지 신돌식(65)    |                          |                          |  |  |                    |                    | 친할머니 이옥분(62) | 친할머니 이옥분(62) | 친할머니 이옥분(62) | 친할머니 이옥분(62) | 친할머니 이옥분(62) | 친할머니 이옥분(62) |  |  |
|                   |                   | 외할아버지 봉선달(63) | 외할아버지 봉선달(63) | 외할아버지 봉선달(63) | 외할아버지 봉선달(63) | 외할아버지 봉선달(63) | 외할아버지 봉선달(63) |                     |                     |                     |                     |                     |                     | 외할머니 이영선(58) | 외할머니 이영선(58) | 외할머니 이영선(58) | 외할머니 이영선(58) | 외할머니 이영선(58) | 외할머니 이영선(58) |                 |                 |            |            |  |  | 친할아버지 신돌식(65) | 친할아버지 신돌식(65) | 친할아버지 신돌식(65)    | 친할아버지 신돌식(65)    | 친할아버지 신돌식(65)    | 친할아버지 신돌식(65)    |                          |                          |  |  |                    |                    | 친할머니 이옥분(62) | 친할머니 이옥분(62) | 친할머니 이옥분(62) | 친할머니 이옥분(62) | 친할머니 이옥분(62) | 친할머니 이옥분(62) |  |  |
|                   |                   |                       |                       |                       |                       |                       |                       |                     |                     |                     |                     |                     |                     |                     |                     |                     |                     |                     |                     |                 |                 |            |            |  |  |                       |                       |                          |                          |                          |                          |                          |                          |  |  |                    |                    |                     |                     |                     |                     |                     |                     |  |  |
|                   |                   |                       |                       |                       |                       |                       |                       |                     |                     |                     |                     |                     |                     |                     |                     |                     |                     |                     |                     |                 |                 |            |            |  |  |                       |                       |                          |                          |                          |                          |                          |                          |  |  |                    |                    |                     |                     |                     |                     |                     |                     |  |  |
| 큰이모 봉미자(35) | 큰이모 봉미자(35) | 큰이모 봉미자(35)     | 큰이모 봉미자(35)     | 큰이모 봉미자(35)     | 큰이모 봉미자(35)     |                       |                       | 막내이모 봉미소(26) | 막내이모 봉미소(26) | 막내이모 봉미소(26) | 막내이모 봉미소(26) | 막내이모 봉미소(26) | 막내이모 봉미소(26) |                     |                     | 엄마 봉미선(29)     | 엄마 봉미선(29)     | 엄마 봉미선(29)     | 엄마 봉미선(29)     | 엄마 봉미선(29) | 엄마 봉미선(29) |            |            |  |  |                       |                       | 아빠 신영식 (신형만)(35) | 아빠 신영식 (신형만)(35) | 아빠 신영식 (신형만)(35) | 아빠 신영식 (신형만)(35) | 아빠 신영식 (신형만)(35) | 아빠 신영식 (신형만)(35) |  |  | 큰아빠 신공식 (40) | 큰아빠 신공식 (40) | 큰아빠 신공식 (40)  | 큰아빠 신공식 (40)  | 큰아빠 신공식 (40)  | 큰아빠 신공식 (40)  |                     |                     |  |  |
| 큰이모 봉미자(35) | 큰이모 봉미자(35) | 큰이모 봉미자(35)     | 큰이모 봉미자(35)     | 큰이모 봉미자(35)     | 큰이모 봉미자(35)     |                       |                       | 막내이모 봉미소(26) | 막내이모 봉미소(26) | 막내이모 봉미소(26) | 막내이모 봉미소(26) | 막내이모 봉미소(26) | 막내이모 봉미소(26) |                     |                     | 엄마 봉미선(29)     | 엄마 봉미선(29)     | 엄마 봉미선(29)     | 엄마 봉미선(29)     | 엄마 봉미선(29) | 엄마 봉미선(29) |            |            |  |  |                       |                       | 아빠 신영식 (신형만)(35) | 아빠 신영식 (신형만)(35) | 아빠 신영식 (신형만)(35) | 아빠 신영식 (신형만)(35) | 아빠 신영식 (신형만)(35) | 아빠 신영식 (신형만)(35) |  |  | 큰아빠 신공식 (40) | 큰아빠 신공식 (40) | 큰아빠 신공식 (40)  | 큰아빠 신공식 (40)  | 큰아빠 신공식 (40)  | 큰아빠 신공식 (40)  |                     |                     |  |  |
|                   |                   |                       |                       |                       |                       |                       |                       |                     |                     |                     |                     |                     |                     |                     |                     |                     |                     |                     |                     |                 |                 |            |            |  |  |                       |                       |                          |                          |                          |                          |                          |                          |  |  |                    |                    |                     |                     |                     |                     |                     |                     |  |  |
|                   |                   |                       |                       |                       |                       |                       |                       |                     |                     |                     |                     |                     |                     |                     |                     |                     |                     |                     |                     |                 |                 |            |            |  |  |                       |                       |                          |                          |                          |                          |                          |                          |  |  |                    |                    |                     |                     |                     |                     |                     |                     |  |  |
|                   |                   |                       |                       |                       |                       |                       |                       |                     |                     |                     |                     |                     |                     |                     |                     |                     |                     | 신짱구 (5)          | 신짱구 (5)          | 신짱구 (5)      | 신짱구 (5)      | 신짱구 (5) | 신짱구 (5) |  |  |                       |                       | 여동생 신짱아(1)         | 여동생 신짱아(1)         | 여동생 신짱아(1)         | 여동생 신짱아(1)         | 여동생 신짱아(1)         | 여동생 신짱아(1)         |  |  |                    |                    |                     |                     |                     |                     |                     |                     |  |  |
|                   |                   |                       |                       |                       |                       |                       |                       |                     |                     |                     |                     |                     |                     |                     |                     |                     |                     | 신짱구 (5)          | 신짱구 (5)          | 신짱구 (5)      | 신짱구 (5)      | 신짱구 (5) | 신짱구 (5) |  |  |                       |                       | 여동생 신짱아(1)         | 여동생 신짱아(1)         | 여동생 신짱아(1)         | 여동생 신짱아(1)         | 여동생 신짱아(1)         | 여동생 신짱아(1)         |  |  |                    |                    |                     |                     |                     |                     |                     |                     |  |  |

## 특징
1기를 제외한 만화 전체에서 여동생 신짱아와 더불어 웃는 앞모습이 전혀 나오지 않으며, 오직 옆모습의 얼굴로만 나온다. 투니버스 방영 기준으로는 10기에서 앞모습이 나오긴 나오나 눈은 가린 앞모습이 나온다. 그리고 예쁜 여자들을 보면 웃음과 더불어 볼까지 빨개진다. 물론 얼굴이 빨개질수도 있는데 예쁜 여자나 누나들 앞에서 엉덩이춤을 춘다.